# Закарая, Владимир Дзикиевич
Владимир Дзикиевич Закарая (1895—1972) — деятель советских органов государственной безопасности, полковник государственной безопасности.

## Биография
Родился в селе Кирцхи Кутаисской губернии в 1895 году. Член РСДРП(б) с июля 1917 года. В младенчестве лишился родителей; воспитывался в семье дяди, кустаря-чувячника. Грузин. В КП с 07.17.
С июня 1915 г. — в русской армии,
С ноября 1918 г. — в партизанском движении (Украина)
Февраль 1921 — февраль 1922 — в Зугдидском революционном комитете (ССР Грузия)
Февраль 1922 — январь 1928 — в ЧК — ГПУ г. Зугдиди, Ахалцихском уезде, г. Секоки, Ахалцих (ССР Грузия)
Январь 1928 — май 1934 — начальник Зугдидского районного отдела ГПУ (ССР Грузия)
Апрель 1934 — март 1935 — начальник Абашского районного отдела ГПУ — НКВД (ССР Грузия)
Февраль 1935 — февраль 1938 — начальник Особого отдела НКВД 47-й Грузинской стрелковой дивизии, старший лейтенант государственной безопасности
Февраль 1938 — 11 мая 1939 — народный комиссар внутренних дел Аджарской АССР, старший лейтенант — капитан государственной безопасности
Май 1939 — март 1942 — директор цитрусового совхоза (Зугдидский район, Грузинская ССР)
март — июль 1942 — в РККА
1942 — начальник Особого отдела НКВД 143 особой бригады, капитан государственной безопасности
Сентябрь 1942 — июнь 1943 — заместитель народного комиссара внутренних дел Аджарской АССР, капитан — подполковник государственной безопасности
Август 1943 — октябрь 1945 — начальник Потийского городского отдела НКГБ, подполковник — полковник
Октябрь 1945 — июнь 1948 — начальник Зугдидского районного отдела НКГБ — МГБ, полковник
Июнь 1948 — январь 1950 — начальник Отделения Кутаисского городского отдела МГБ, полковник
С января 1950 года — на пенсии

## Звания
- 13 января 1936 — старший лейтенант государственной безопасности
- 23 мая 1938 — капитан государственной безопасности
- 11 февраля 1943 — подполковник
- 23 февраля 1945 — полковник

## Награды
- 2 Георгиевского креста
- Орден Ленина
- 2 Ордена Красного Знамени (03.11.1944; ?)
- 2 Ордена Красной Звезды (03.12.1944; 24.02.1946)
- знак «Почетный работник ВЧК—ГПУ (XV)» (20.02.1936)